# John Idington

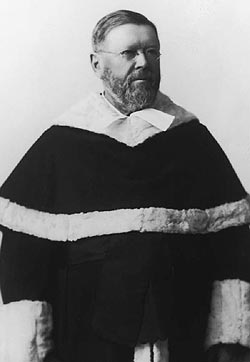
John Idington (März 1914)

John Idington (* 14. Oktober 1840 in Puslinch, Oberkanada, heute: Ontario; † 7. Februar 1928) war ein kanadischer Jurist, der zwischen 1905 und 1927 22 Jahre lang Richter am Obersten Gerichtshof von Kanada war.

## Leben
Idington, Sohn von Peter Idington und Catherine Stewart, begann nach dem Schulbesuch ein Studium der Rechtswissenschaften an der University of Ontario, das er 1864 mit einem Bachelor of Laws (LL.B.) abschloss. Nach seiner darauf folgenden anwaltlichen Zulassung ließ er sich als Rechtsanwalt in Stratford nieder und war dort vierzig Jahre lang tätig. Daneben war er Kronanwalt (Crown Attorney) sowie Friedensrichter (Clerk of the Peace) im Perth County. Des Weiteren fungierte er von 1894 bis 1895 als Präsident der Anwaltsgesellschaft von Westkanada (Western Bar Association).
1904 wurde Idington zum Richter an das Obergericht der Provinz Ontario (High Court of Justice of Ontario) ernannt. Im Anschluss wurde er am 10. Februar 1905 von Premierminister Wilfrid Laurier zum Richter am Obersten Gerichtshof von Kanada berufen. Er gehörte dem Obersten Gerichtshof bis zu seinem Rücktritt am 31. März 1927 an.